# Verbe en basque

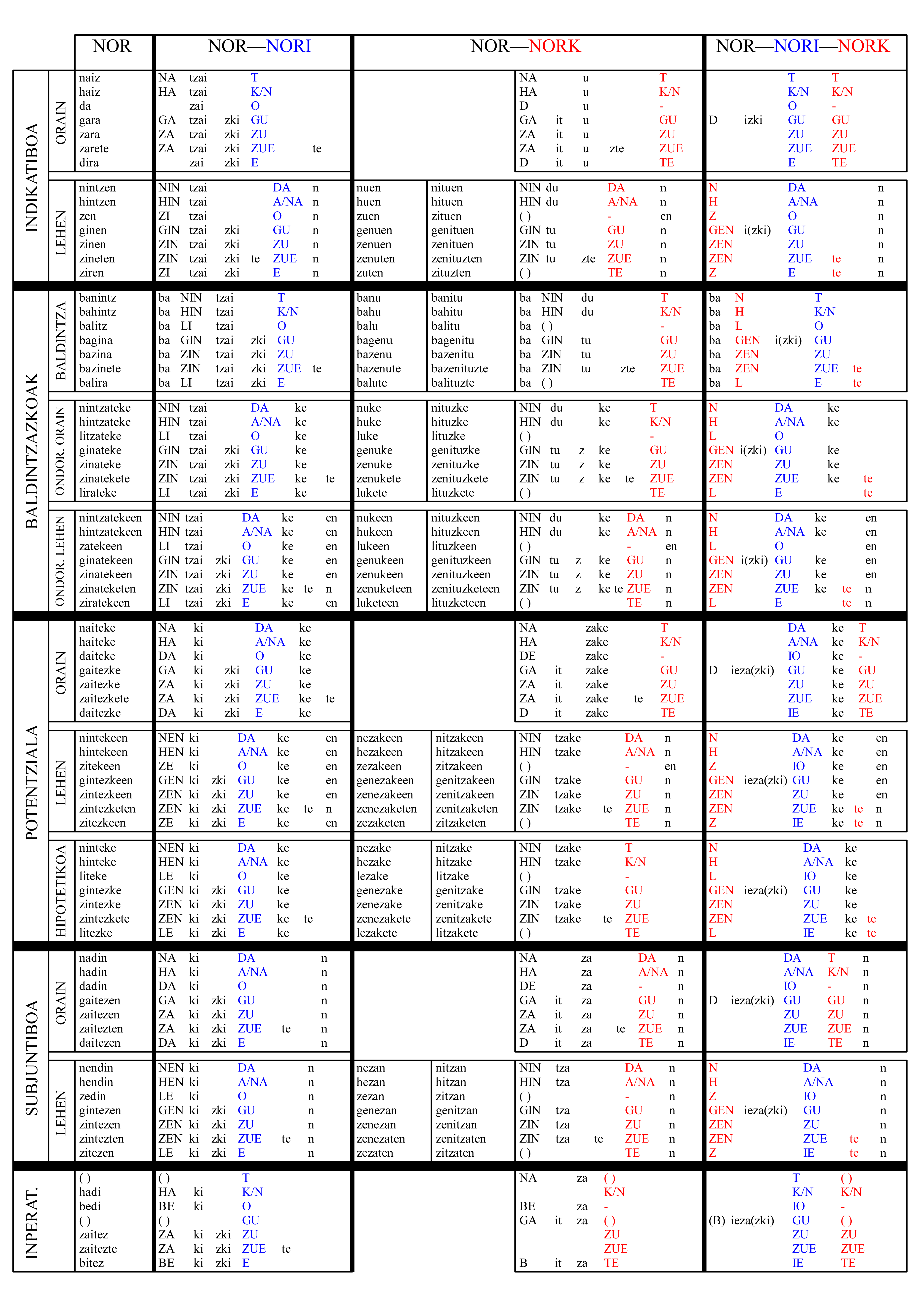
Table de conjugaison des auxiliaires izan et ukan

Le verbe est l'une des caractéristiques les plus complexes de la grammaire basque. De nombreuses grammaires basques consacrent beaucoup de pages à des listes ou des tableaux de paradigmes verbaux.

## Participe-infinitif
En basque n'y a pas d'infinitif à proprement parler. Le concept qui se rapprocherait le plus de l'infinitif en basque est communément appelé le « participe-infinitif » (bien que tous ses usages ne soient pas forcément participatifs), et c'est sous cette forme que les verbes sont répertoriés dans les dictionnaires.
Ce participe-infinitif n'a pas de marqueur propre, puisque à côté de formes anciennes d'infinitif comme egin, joan, edan, utzi ou ebatsi, apparaissent autres formes qui se terminent par -tu, dérivé d'une racine latine. Ce -tu a permis de créer beaucoup de formes nouvelles sur des racines basques pour adapter les emprunts du latin, du castillan, de l'occitan gascon ou du français (barkatu, amatatu, gidatu...).
Lorsque le verbe possède des formes finies synthétiques, celles-ci sont basées sur un radical ultime (appelé ici « radical de base ») qui est normalement présent dans le participe. Par exemple, le verbe etorri « venir » a le radical de base -tor- dont dérivent à la fois le participe etorri (avec le préfixe non fini e- et le suffixe du participe -i ) et le radical présent fini -ator- et le radical non présent -etor-.

## Radicaux verbaux
Le participe est généralement obtenu à partir du radical de base en préfixant e- ou i- (il n'y a pas de règle : si le radical commence par une voyelle, j- est préfixé à la place), et en suffixant -i (aux radicaux se terminant par une consonne) ou -n (aux radicaux se terminant par une voyelle). Parfois, il n'y a pas de suffixe. Le radical du nom verbal, une autre forme non finie, est obtenu en remplaçant les suffixes -i et -n (et aussi -tu ou -du, voir ci-dessous) du participe par -tze ou -te . Une troisième forme non finie que nous appellerons le « radical court » est obtenu à partir du participe en omettant l'un de ces suffixes sauf -n, qui est conservé dans le radical court des verbes dont le participe l'a.
| Fini                           | Fini                           | Fini                           | Non fini  | Non fini   | Non fini      | Signification     |
| Radical de base                | Radical présent                | Radical autre que présent      | Participe | Nom verbal | Radical court | Signification     |
| ------------------------------ | ------------------------------ | ------------------------------ | --------- | ---------- | ------------- | ----------------- |
| -tor-                          | -ator-                         | -etor-                         | e-torr-i  | e-tor-tze  | e-tor         | venir             |
| -bil-                          | -abil-                         | -ebil-                         | i-bil-i   | i-bil-tze  | i-bil         | faire le tour     |
| -kar-                          | -akar-                         | -ekar-                         | e-karr-i  | e-kar-tze  | e-kar         | apporter          |
| -uka- (< -duka-)               | -auka-                         | -euka-                         | e-duki    | e-duki-tze | e-duki        | tenir, avoir      |
| (irrégulier : voir ci-dessous) | (irrégulier : voir ci-dessous) | (irrégulier : voir ci-dessous) | i-za-n    | i-za-te    | i-za-n        | être (auxiliaire) |
| -go-                           | -ago-                          | -ego-                          | e-go-n    | e-go-te    | e-go-n        | rester, être      |
| -oa-                           | -oa-                           | -i(h)oa-                       | j-oa-n    | j-oa-te    | j-oa-n        | aller             |
| -rama-                         | -arama-                        | -erama-                        | e-rama-n  | e-rama-te  | e-rama-n      | prendre           |
| -(a)ki-                        | -aki-                          | -eki- (dial. -aki-)            | j-aki-n   | j-aki-te   | j-aki-n       | savoir            |

La grande majorité des verbes basques n'ont pas de formes finies, mais leurs formes non finies suivent le même modèle décrit ci-dessus (ils montrent un préfixe e-/i-/j-, et le participe se termine par -i, -n ou parfois rien du tout).
| Participe | Nom verbal  | Radical court | Signification  |
| --------- | ----------- | ------------- | -------------- |
| e-baki    | e-baki-tze  | e-baki        | couper         |
| e-da-n    | e-da-te     | e-da-n        | boire          |
| e-gos-i   | e-gos-te    | e-gos         | bouillir       |
| e-ho      | e-ho-tze    | e-ho          | moudre         |
| e-ror-i   | e-ror-tze   | e-ror         | tomber         |
| e-ros-i   | e-ros-te    | e-ros         | acheter        |
| e-uts-i   | e-us-te     | e-uts         | saisir         |
| e-zarr-i  | e-zar-tze   | e-zar         | mettre, placer |
| i-go-(n)  | i-go-te/tze | i-go-(n)      | monter         |
| i-kas-i   | i-kas-te    | i-kas         | apprendre      |
| i-pin-i   | i-pin-tze   | i-pin         | mettre         |
| i-reki    | i-reki-tze  | i-reki        | ouvrir         |
| i-tzal-i  | i-tzal-tze  | i-tzal        | éteindre       |
| i-tzul-i  | i-tzul-tze  | i-tzul        | retour         |
| j-aits-i  | j-ais-te    | j-aits        | descendre      |
| j-a-n     | j-a-te      | j-a-n         | manger         |
| j-antz-i  | j-anz-te    | j-antz        | habiller       |
| j-arr-i   | j-ar-tze    | j-ar          | mettre         |
| j-i-n     | j-i-te      | j-i-n         | venir          |
| j-o       | j-o-tze     | j-o           | frapper        |

Il existe également un autre grand groupe de verbes qui n'ont que des formes non finies, dans lesquelles le radical non fini est inanalysable (en tant que verbe, au moins), il n'y a donc pas de préfixe e-/i-/j-. Dans la plupart des cas, le participe de ces verbes a le suffixe -tu (-du si le radical se termine par n ou l). Parfois, il y a -i à la place, mais il peut aussi ne rien y avoir du tout. Ceci est remplacé par -tze ou -te dans le nom verbal, et par rien dans le radical court. Les radicaux de ces verbes secondaires peuvent être :
- un radical nominal ou autre non verbal (poztu, garbitu...)
- une phrase (oheratu)
- un radical verbal latin ou roman (barkatu, kantatu...)
- un radical verbal non analysable (primaire) (hartu)

| Participe | Nom verbal | Radical court | Signification               | Source lexicale                  |
| --------- | ---------- | ------------- | --------------------------- | -------------------------------- |
| afal-du   | afal-tze   | afal          | dîner/souper                | afari "souper"                   |
| alda-tu   | alda-tze   | alda          | changer                     | alde "différence"                |
| garbi-tu  | garbi-tze  | garbi         | nettoyer                    | garbi "propre (adjectif)"        |
| ohera-tu  | ohera-tze  | ohera         | mettre/aller au lit         | ohe-ra "au lit"                  |
| poz-tu    | poz-te     | poz           | être/devenir heureux        | poz "bonheur, joie"              |
| baina-tu  | baina-tze  | baina         | baigner                     | espagnol baña "baigner"          |
| barka-tu  | barka-tze  | barka         | pardonner                   | latin parc "épargner"            |
| begira-tu | begira-tze | begira        | veiller, regarder, observer | begira "regarder", de begi "œil" |
| kanta-tu  | kanta-tze  | kanta         | chanter                     | espagnol canta "chanter"         |
| gal-du    | gal-tze    | gal           | perdre                      |                                  |
| har-tu    | har-tze    | har           | prendre                     |                                  |
| ken-du    | ken-tze    | ken           | emporter, enlever           |                                  |
| sal-du    | sal-tze    | sal           | vendre                      |                                  |
| sar-tu    | sar-tze    | sar           | entrer                      |                                  |
| atera     | atera-tze  | atera         | sortir                      | ate-ra "vers la porte"           |
| bota      | bota-tze   | bota          | lancer                      | espagnol bota "lancer"           |
| hil       | hil-tze    | hil           | mourir, tuer                |                                  |
| has-i     | has-te     | has           | commencer                   |                                  |

### Verbes irréguliers

#### Izan(«être»)
Le verbe « être », qui est le verbe le plus courant en basque, est irrégulier et présente de nombreuses formes. Son participe est izan.

#### Egon
egon est utilisé dans les dialectes occidentaux (et par écrit) comme second verbe « être » d'une manière similaire à estar en espagnol.

#### Izan(«avoir»)
Le verbe "avoir", lui aussi extrêmement courant, présente également des irrégularités dans sa conjugaison finie. Dans les dialectes occidentaux et centraux et en basque standard, izan est utilisé comme son participe, c'est-à-dire le même participe que pour « être » ; les deux sens sont désambiguïsés par le contexte. Étant donné que les verbes basques sont classiquement cités sous leur forme participe, cela pose un problème pour la terminologie métalinguistique, car le verbe izan est ambigu.

#### Ukan/*Edun
Les dialectes orientaux évitent cette ambiguïté en utilisant ukan comme participe de "avoir", en réservant izan pour "être". Certains grammairiens emploient izan et ukan de cette manière par commodité, mais cela pourrait créer de la confusion car la plupart des locuteurs basques n'utilisent pas le verbe ukan (ou ne le connaissent pas dans sa forme métalinguistique). D'autres grammairiens se réfèrent à "avoir" comme *edun, qui est une forme hypothétique non attestée dérivée du radical fini -du- ; encore une fois, le problème est que *edun n'existe pas dans l'usage basque réel.
Pour éviter de tels problèmes, cet article fait simplement référence au "verbe 'être'" et "au verbe 'avoir'".

#### *Edin, *Ezan
Les deux auxiliaires aoristes standard (voir ci-dessous) n'ont aucune forme non finie, et n'ont donc pas non plus de formes de citation évidentes. Comme avec *edun, certaines grammaires construisent des participes hypothétiques basés sur les radicaux finis, faisant référence à *edin (l'auxiliaire aoriste intransitif) et *ezan (l'auxiliaire aoriste transitif).

#### Eduki
Il y a un autre verbe qui signifie aussi "avoir", du moins dans les dialectes occidentaux, à savoir eduki. En tant que verbe lexical (plutôt qu'auxiliaire), de nombreux locuteurs et écrivains utilisent fréquemment ce verbe. (Cela rappelle en partie la distribution espagnole de haber et tener.)

#### Esan
Le verbe esan (« dire ») possède des formes finies qui ont un radical différent, -io- (par exemple diot « je dis »). Certains grammairiens les traitent comme différents verbes défectueux, tandis que d'autres les considèrent comme un seul mot avec une allomorphie radicale.

### Différences entre formes finies et non-finies
Très peu de verbes peuvent être conjugués synthétiquement (c'est-à-dire avoir des formes morphologiques finies).
La grande majorité des verbes n'ont que des formes non finies, généralement utilisées dans des structures de temps composés ou périphrastiques (une forme verbale non finie et un auxiliaire fini). Par exemple, "je viens" est nator (une forme finie), mais "j'arrive" est iristen naiz (une forme périphrastique, littéralement « je suis en train d'arriver »). Les verbes synthétiquement conjugués comme « venir » peuvent aussi être conjugués de manière périphrastique (etortzen naiz). Dans certains cas, le contraste synthétique/périphrastique est sémantique (par exemple nator et etortzen naiz ne sont généralement pas interchangeables). Dans d'autres, le contraste est plus une question de style ou de registre, ou bien de diachronie (certaines formes synthétiques de conjugaison sont archaïques ou obsolètes). Quelques formes synthétiques présentes dans la littérature basque du XXe siècle sont même des extrapolations ou des contre-formations a posteriori de formes historiquement non attestées, créées à des fins stylistiques, poétiques ou puristes.

## Conjugaison synthétique
La conjugaison des verbes en basque est poly-personnelle, c'est-à-dire que le verbe peut se conjuguer selon plusieurs éléments personnels de la phrase (à savoir l'absolutif, l'ergatif et le datif), à l'inverse des langues romanes où la conjugaison se fait uniquement avec le sujet. Dans les grammaires, l'absolutif est souvent noté "NOR", l'ergatif "NORK" (le suffixe de l'ergatif est -k), et le datif "NORI" (le suffixe du datif est -i).

### Structure du temps et radicaux verbaux
La conjugaison synthétique implique les « temps » finis suivants :
|              | (Non potentiel) | Potentiel              | Impératif |
| ------------ | --------------- | ---------------------- | --------- |
| Présent      | Présent         | Présent potentiel      | Impératif |
| Passé        | Passé           | Passé potentiel        |           |
| Hypothétique | Hypothétique    | Potentiel hypothétique |           |

Les verbes finis ont un radical fini de base, qui est soit un radical lexical inanalysable (par exemple -bil- « aller, bouger (intransitif) »), soit un tel radical précédé du préfixe causatif/intensif -ra- (par exemple -rabil- « déplacer, utiliser »). À partir des radicaux de base réguliers, deux radicaux de temps sont dérivés comme suit : le radical présent avec le préfixe -a- et le radical non présent avec le préfixe -e-, par exemple -abil- et -ebil- sont les radicaux présents et non présents réguliers de -bil-, -arabil- et -erabil- sont les radicaux de temps correspondants de -rabil-, et ainsi de suite. Le radical du présent est utilisé au présent, au présent potentiel, ainsi qu'à toutes les personnes de l'impératif (sauf la troisième personne), par exemple le présent dabil « il/elle y va », le présent potentiel dabilke « il/elle devrait y aller », l'impératif de la deuxième personne habil! « vas-y » ! . Le radical non-présent est utilisé au passé et aux temps hypothétiques (non-potentiel et potentiel), et dans les formes impératives à la troisième personne, par exemple zebilen « il/elle a fait », balebil « si il/elle a fait quelque chose », zebilkeen « il/elle pourrait ou aurait fait quelque chose », lebilke « il/elle pourrait ou aurait fait quelque chose », bebil! « laissez-le faire ! » (rare dans l'usage).
Les radicaux non-présents sont en outre caractérisés par des préfixes contenant un n chaque fois que l'index primaire (défini ci-dessous) n'est pas à la troisième personne, par exemple zebilen « il y est allé » mais nenbilen « j'y suis allé », henbilen « vous avez fait le tour » ; lerabilke « il l'utiliserait » mais ninderabilke « il m'utiliserait ».
Le suffixe -(e)n est un marqueur des temps passés, et -ke des temps potentiels (le potentiel passé a les deux : -keen). Le temps non potentiel hypothétique apparaît généralement avec le préfixe subordonnant ba- « si ». L'utilisation de ba- n'est cependant pas restreinte à l'hypothétique (par exemple badabil « s'il se promène », etc.). Outre les marqueurs de temps mentionnés, les préfixes à la troisième personne distinguent les temps présents, passés, hypothétiques et impératifs.
Les synopsis de deux verbes sont donnés dans le tableau suivant à titre d'illustrations. Le verbe « être » (izan) est irrégulier mais d'usage extrêmement fréquent, car il sert aussi d'auxiliaire. Le verbe ibili « se déplacer » (radical -bil-) est régulièrement conjugué, bien que toutes ses formes synthétiques ne soient pas largement utilisées. Ce tableau montre les formes à la troisième personne.
|               | izan « être »          | izan « être »           | izan « être »                           | ibili « se déplacer »        | ibili « se déplacer »    | ibili « se déplacer »          |
| Non potentiel | Potentiel              | Impératif               | Non potentiel                           | Potentiel                    | Impératif                |                                |
| ------------- | ---------------------- | ----------------------- | --------------------------------------- | ---------------------------- | ------------------------ | ------------------------------ |
| Présent       | da « est »             | dateke « peut-être »    | biz (archaïque) « laisse-le/la être ! » | dabil « il/elle a été »      | dabilke « peut y aller » | bebil « laisse-le/la aller ! » |
| Passé         | zen « était »          | zatekeen « aurait été » |                                         | zebilen « il/elle est allé » | zebilkeen « aurait été » |                                |
| Hypothétique  | ba-litz « si X était » | litzateke « serait »    |                                         | ba-lebil « si X était »      | lebilke « il irait »     |                                |

### Préfixes personnels absolutifs
Tous les radicaux verbaux (sauf s'ils sont défectifs) peuvent prendre un préfixe : n-, h-, g- ou z-. Avec les verbes intransitifs, ces préfixes indiquent le sujet, avec les transitifs, ils indexent l'objet direct. Cela correspond au cas grammatical absolutif, souvent noté "NOR" dans les grammaires.
| Personne                 | Pronom  | Préfixe |
| ------------------------ | ------- | ------- |
| 1 singulier              | ni      | n-      |
| 2 singulier informel     | hi      | h-      |
| 1 pluriel                | gu      | g-      |
| 2 singulier poli/pluriel | zu/zuek | z-      |

Le tableau suivant montre quelques exemples de la façon dont ces préfixes se combinent avec des radicaux verbaux pour produire une large gamme de formes verbales.
|              |                     | Intransitif | Intransitif       | Transitif | Transitif       |
| "être"       | ibili "se déplacer" | "avoir"     | ekarri "apporter" |           |                 |
| ------------ | ------------------- | ----------- | ----------------- | --------- | --------------- |
| Présent      | ni                  | n-aiz       | n-abil            | n-au      | n-akar          |
| Présent      | hi                  | h-aiz       | h-abil            | h-au      | h-akar          |
| Présent      | gu                  | g-ara       | g-abiltza         | g-aitu    | g-akartza       |
| Présent      | zu                  | z-ara       | z-abiltza         | z-aitu    | z-akartza       |
| Passé        | ni                  | n-intz-en   | n-enbil-en        | n-indu-en | n-indekarr-en   |
| Passé        | hi                  | h-intz-en   | h-enbil-en        | h-indu-en | h-indekarr-en   |
| Passé        | gu                  | g-in-en     | g-enbiltza-n      | g-intu-en | g-indekartza-n  |
| Passé        | zu                  | z-in-en     | z-enbiltza-n      | z-intu-en | z-indekartza-n  |
| Hypothétique | ni                  | ba-n-intz   | ba-n-enbil        | ba-n-indu | ba-n-indekar    |
| Hypothétique | hi                  | ba-h-intz   | ba-h-enbil        | ba-h-indu | ba-h-indekar    |
| Hypothétique | gu                  | ba-g-ina    | ba-g-enbiltza     | ba-g-intu | ba-g-indekartza |
| Hypothétique | zu                  | ba-z-ina    | ba-z-enbiltza     | ba-z-intu | ba-z-indekartza |

### Formes à la troisième personne
Les verbes à la troisième personne pour le cas absolutif prennent également un préfixe, qui est invariable pour le nombre (singulier ou pluriel) mais varie pour le temps, comme suit : d- est utilisé au présent, z- au passé, l- à l'hypothétique et b- aux formes impératives à la troisième personne (généralement archaïques ou littéraires).
| Temps        | Affixe |
| ------------ | ------ |
| Présent      | d-     |
| Passé        | z-     |
| Hypothétique | l-     |
| Impératif    | b-     |

|              |                     | Intransitif | Intransitif       | Transitif | Transitif    |
| "être"       | ibili "se déplacer" | "avoir"     | ekarri "apporter" |           |              |
| ------------ | ------------------- | ----------- | ----------------- | --------- | ------------ |
| Présent      | Singulier           | d-a         | d-abil            | d-u       | d-akar       |
| Présent      | Pluriel             | d-ira       | d-abiltza         | d-itu     | d-akartza    |
| Passé        | Singulier           | z-en        | z-ebil-en         | z-uen     | z-ekarr-en   |
| Passé        | Pluriel             | z-ir-en     | z-ebiltza-n       | z-itu-en  | z-ekartza-n  |
| Hypothétique | Singulier           | ba-l-itz    | ba-l-ebil         | ba-l-u    | ba-l-ekar    |
| Hypothétique | Pluriel             | ba-l-ira    | ba-l-ebiltza      | ba-l-itu  | ba-l-ekartza |

| Impératif | Singulier | b-iz (archaïque) | b-ebil (rare)    | b-eu (obsolète) | b-ekar (littéraire)    |
| Impératif | Pluriel   | b-ira (obsolète) | b-ebiltza (rare) |                 | b-ekartza (littéraire) |

### Marque du pluriel
Le pluriel est marqué dans les verbes finis de diverses manières, selon les actants. Un ensemble de formes plurielles est au cas absolutif, s'il est le sujet d'un verbe intransitif, ou l'objet d'un verbe transitif. La forme du marquage du pluriel absolutif varie de manière irrégulière selon le radical du verbe et peut impliquer divers changements de radical, ou le placement d'un marqueur pluriel immédiatement adjacent au radical du singulier ( -z, -zki, -tza, it-, -te ). Les formes singulières et plurielles de certains radicaux verbaux finis sont présentées dans le tableau suivant.
| Intransitif     | Intransitif                                              | Intransitif         | Transitif                                                             | Transitif                | Transitif     |
| Sujet singulier | Sujet pluriel                                            | Signification       | Objet singulier                                                       | Objet pluriel            | Signification |
| --------------- | -------------------------------------------------------- | ------------------- | --------------------------------------------------------------------- | ------------------------ | ------------- |
| -a-iz, -a-∅     | -a-ra (< *-a-ira), -∅-ira (changement de radical verbal) | être                | -a-u, -∅-u                                                            | -a-it-u, -∅-it-u         | ont           |
| -a-go           | -a-u-de (< *-a-go-te)                                    | rester, être        | -a-u-ka                                                               | -a-u-z-ka                | tenir, avoir  |
| -a-bil          | -a-bil-tza                                               | se déplacer, bouger | -a-kar                                                                | -a-kar-tza               | apporter      |
| -oa             | -oa-z                                                    | aller               | -a-ra-ma / -a-r-oa (dérivés de *-a-ra-oa, avec infixe causatif -ra- ) | -a-ra-ma-tza / -a-r-oa-z | prendre       |
| -a-tor          | -a-to-z (< *-a-tor-z)                                    | venir               | -a-ki                                                                 | -a-ki-zki                | savoir        |

La forme polie à la deuxième personne du singulier (pronom zu) est également traitée comme un pluriel (car à l'origine, il s'agissait d'un pluriel à la deuxième personne), bien que ça soit un singulier d'un point de vue sémantique, d'une manière similaire au vouvoiement d'une seule personne en français. Pour indexer la deuxième personne du pluriel (pronom zuek), en plus des marqueurs correspondant à zu, un autre marqueur pluriel ("secondaire") -te est ajouté.
| (Présent) | (Présent) | Intransitif               | Intransitif           | Transitif     | Transitif           |
| (Présent) | (Présent) | "être"                    | i-bil-i "se déplacer" | "avoir"       | e-karr-i "apporter" |
| --------- | --------- | ------------------------- | --------------------- | ------------- | ------------------- |
| Singulier | ni        | n-a-iz                    | n-a-bil               | n-a-u         | n-a-kar             |
| Singulier | hi        | h-a-iz                    | h-a-bil               | h-a-u         | h-a-kar             |
| Singulier | hura      | d-a-∅                     | d-a-bil               | d-∅-u         | d-a-kar             |
| Pluriel   | gu        | g-a-ra (< *g-a-ira)       | g-a-bil-tza           | g-a-it-u      | g-a-kar-tza         |
| Pluriel   | zu        | z-a-ra (< *z-a-ira)       | z-a-bil-tza           | z-a-it-u      | z-a-kar-tza         |
| Pluriel   | zuek      | z-a-re-te (< *z-a-ira-te) | z-a-bil-tza-te        | z-a-it-u-z-te | z-a-kar-tza-te      |
| Pluriel   | haiek     | d-∅-ira                   | d-a-bil-tza           | d-∅-it-u      | d-a-kar-tza         |

Dans le tableau précédent, le deuxième -z- de zaituzte n'est pas ici un marqueur pluriel, mais simplement un son épenthétique inséré là où la séquence tute se produirait autrement. Cela se produit également dans d'autres cas similaires, tels que dituzte pour *ditute.

### Suffixes de l'ergatif
Le cas ergatif désigne les sujets des verbes transitifs. Il est indexé différemment du cas absolutif. L'ergatif peut être marqué avec des préfixes ou des suffixes. Le marqueur pluriel de l'index ergatif est toujours le suffixe -te. Les suffixes de l'ergatif pour la première et la deuxième personne du singulier se terminent par -a chaque fois qu'un autre morphème suffixe les suit. L'absence d'un suffixe ergatif dans les verbes transitifs (sauf ceux discutés dans la section suivante) signifie que l'ergatif est à la troisième personne du singulier.
| Personne                      | Pronom | Suffixe | Suffixe     |
| Personne                      | Pronom | (final) | (non final) |
| ----------------------------- | ------ | ------- | ----------- |
| 1 singulier                   | nik    | -t      | -da-        |
| 2 masculin informel singulier | hik    | -k      | -a-         |
| 2 féminin informel singulier  | hik    | -n(a)   | -na-        |
| 3 singulier                   | hark   | —       | —           |
| 1 pluriel                     | guk    | -gu(-)  | -gu(-)      |
| 2 singulier poli              | zuk    | -zu(-)  | -zu(-)      |
| 2 pluriel                     | zuek   | -zue(-) | -zue(-)     |
| 3 pluriel                     | haiek  | -te(-)  | -te(-)      |

|                |              | "avoir"                 | "avoir"                 | "avoir"       | ekarri "apporter"       |
| "(je...) l'ai" | "je les ai"  | "tu m'as"               | "(je...) l'amène"       |               |                         |
| -------------- | ------------ | ----------------------- | ----------------------- | ------------- | ----------------------- |
| Présent        | nik          | d-u-t                   | d-itu-t                 | —             | d-akar-t                |
| Présent        | hik masculin | d-u-k                   | d-itu-k                 | n-au-k        | d-akar-k                |
| Présent        | hik féminin  | d-u-n                   | d-itu-n                 | n-au-n        | d-akar-na               |
| Présent        | hark         | d-u                     | d-itu                   | n-au          | d-akar                  |
| Présent        | guk          | d-u-gu                  | d-itu-gu                | —             | d-akar-gu               |
| Présent        | zuk          | d-u-zu                  | d-itu-zu                | n-au-zu       | d-akar-zu               |
| Présent        | zuek         | d-u-zu-e                | d-itu-zu-e              | n-au-zu-e     | d-akar-zu-e             |
| Présent        | haiek        | d-u-te                  | d-ituz-te               | n-au-te       | d-akar-te               |
| Passé          | nik          | (Voir section suivante) | (Voir section suivante) | —             | (Voir section suivante) |
| Passé          | hik masculin | (Voir section suivante) | (Voir section suivante) | n-indu-a-n    | (Voir section suivante) |
| Passé          | hik féminin  | (Voir section suivante) | (Voir section suivante) | n-indu-na-n   | (Voir section suivante) |
| Passé          | hark         | z-u-en                  | z-itu-en                | n-indu-en     | z-ekarr-en              |
| Passé          | guk          | (Voir section suivante) | (Voir section suivante) | —             | (Voir section suivante) |
| Passé          | zuk          | (Voir section suivante) | (Voir section suivante) | n-indu-zu-n   | (Voir section suivante) |
| Passé          | zuek         | (Voir section suivante) | (Voir section suivante) | n-indu-zu-e-n | (Voir section suivante) |
| Passé          | haiek        | z-u-te-n                | z-ituz-te-n             | n-indu-te-n   | z-ekar-te-n             |

### Préfixes de l'ergatif
Les préfixes ergatifs sont utilisés pour indexer les arguments ergatifs à la première ou à la deuxième personne, si le temps n'est pas présent et que l'objet direct est à la troisième personne. Les préfixes ergatifs sont identiques aux préfixes primaires au singulier, mais au pluriel -en- est ajouté aux formes de préfixes primaires :
| Personne             | Pronom | Préfixe |
| -------------------- | ------ | ------- |
| 1 singulier          | nik    | n-      |
| 2 singulier informel | hik    | h-      |
| 1 pluriel            | guk    | gen-    |
| 2 singulier poli     | zuk    | en-     |
| 2 singulier pluriel  | zuek   | en-     |

Le suffixe ergatif pluriel -te n'apparaît que lorsqu'il est requis pour indiquer la troisième personne du pluriel, ou pour indiquer la deuxième personne du pluriel en distinction de la deuxième personne du singulier polie.
|                        | avoir                    | avoir                            | avoir                                    | avoir                       | ekarri "apporter" |
| "(je) l'ai eu" (passé) | "(je) les avais" (passé) | "si (je) l'avais" (hypothétique) | "(je) l'aurais" (potentiel hypothétique) | "(je) l'ai apporté" (passé) |                   |
| ---------------------- | ------------------------ | -------------------------------- | ---------------------------------------- | --------------------------- | ----------------- |
| nik                    | n-u-en                   | n-itu-en                         | ba-n-u                                   | n-u-ke                      | n-ekarr-en        |
| hik                    | h-u-en                   | h-itu-en                         | ba-h-u                                   | h-u-ke                      | h-ekarr-en        |
| hark                   | z-u-en                   | z-itu-en                         | ba-l-u                                   | l-u-ke                      | z-ekarr-en        |
| guk                    | gen-u-en                 | gen-itu-en                       | ba-gen-u                                 | gen-u-ke                    | gen-ekarr-en      |
| zuk                    | zen-u-en                 | zen-itu-en                       | ba-zen-u                                 | zen-u-ke                    | zen-ekarr-en      |
| zuek                   | zen-u-te-n               | zen-ituz-te-n                    | ba-zen-u-te                              | zen-u-ke-te                 | zen-ekar-te-n     |
| haiek                  | z-u-te-n                 | z-ituz-te-n                      | ba-l-u-te                                | l-u-ke-te                   | z-ekar-te-n       |

### Affixes du datif
(juillet 2023).
Le contenu est difficilement compréhensible vu les erreurs de traduction, qui sont peut-être dues à l'utilisation d'un logiciel de traduction automatique.
Les verbes finis qui ont un actant dans le cas datif indexent également l'argument datif en utilisant l'ensemble suivant de suffixes datifs (qui sont de forme identique aux suffixes ergatifs sauf à la troisième personne):
| PERSONNE                      | PRONOM | AFFIXE   | AFFIXE      |
| PERSONNE                      | PRONOM | (final)  | (non final) |
| ----------------------------- | ------ | -------- | ----------- |
| 1 singulier                   | niri   | -t       | -da-        |
| 2 masculin informel singulier | hiri   | -k       | -un-        |
| 2 féminin informel singulier  | hiri   | -n (-na) | -na-        |
| 3 singulier                   | hari   | -o(-)    | -o(-)       |
| 1 pluriel                     | guri   | -gu(-)   | -gu(-)      |
| 2 singulier poli              | zuri   | -zu(-)   | -zu(-)      |
| 2 pluriel                     | zuei   | -zue(-)  | -zue(-)     |
| 3 pluriel                     | haiei  | -e(-)    | -e(-)       |

Les verbes intransitifs et transitifs peuvent prendre des affixes datifs, et le mécanisme pour les incorporer est le même dans les deux cas. Les suffixes datifs suivent immédiatement le radical du verbe, précédant d'autres suffixes tels que les suffixes ergatifs (ainsi dans didazu "vous l'avez pour moi", -da- est le suffixe datif et -zu est le suffixe ergatif) ou le potentiel suffixe -ke (ainsi que le suffixe passé -(e)n, qui est toujours le dernier mot).
Le suffixe datif ne peut être précédé que par les affixes du pluriel absolutif et du datif. L'affixe datif, dont la forme régulière est -ki-, est ajouté aux radicaux verbaux de base pour indiquer que ceux-ci prennent un argument datif. Avec -ki-, le marqueur pluriel absolutif prend toujours la forme -z- précédant immédiatement -ki-. Quelques radicaux verbaux ont une forme irrégulière de datif.
| Intransitif       | Intransitif     | Intransitif   | Intransitif         | Transitif         | Transitif              | Transitif            | Transitif     |
| Radical (présent) | Radical datif   | Radical datif | Signification       | Radical (présent) | Radical datif          | Radical datif        | Signification |
| Radical (présent) | Sujet singulier | Sujet pluriel | Signification       | Radical (présent) | Objet direct singulier | Objet direct pluriel | Signification |
| ----------------- | --------------- | ------------- | ------------------- | ----------------- | ---------------------- | -------------------- | ------------- |
| -aiz, -a          | zai-            | zaizki-       | être                | -au, -u           | -i-                    | -izki-               | avoir         |
| -ago              | -agoki-         | -agozki-      | rester, être        | -akar             | -akarki-               | -akarzki-            | apporter      |
| -abil             | -abilki-        | -abilzki-     | se déplacer, bouger | -arama            | -aramaki-              | -aramazki-           | prendre       |
| -oa               | -oaki-          | -oazki-       | aller               |                   |                        |                      |               |
| -ator             | -atorki-        | -atozki-      | venir               |                   |                        |                      |               |

Les formes verbales datives les plus fréquemment utilisées sont celles des verbes irréguliers « être » et « avoir », qui sont constamment utilisés comme auxiliaires temporels, lorsque ces verbes n'ont pas de sens lexical propre.
| VERBES INTRANSITIFS | être                   | être                | être                     | etorri "venir"            | etorri "venir"             |
| VERBES INTRANSITIFS | il/elle est à (moi...) | ils sont à (moi...) | il/elle était à (moi...) | il/elle vient à (moi...)  | je viens à (lui/elle/...)  |
| ------------------- | ---------------------- | ------------------- | ------------------------ | ------------------------- | -------------------------- |
| niri                | zai-t                  | zaizki-t            | z-itzai-da-n             | d-atorki-t                | —                          |
| hari                | zai-o                  | zaizki-o            | z-itzai-o-n              | d-atorki-o                | n-atorki-o                 |
| guri                | zai-gu                 | zaizki-gu           | z-itzai-gu-n             | d-atorki-gu               | —                          |
| haiei               | zai-e                  | zaizki-e            | z-itzai-e-n              | d-atorki-e                | n-atorki-e                 |
| VERBES TRANSITIFS   | avoir                  | avoir               | avoir                    | avoir                     | ekarri "apporter"          |
| VERBES TRANSITIFS   | il/elle l'a à (moi...) | tu l'as à (moi...)  | il/elle les a à (moi...) | il/elle l'a eu à (moi...) | il/elle l'amène à (moi...) |
| niri                | d-i-t                  | d-i-da-zu           | d-izki-t                 | z-i-da-n                  | d-akarki-t                 |
| hari                | d-i-o                  | d-i-o-zu            | d-izki-o                 | z-i-o-n                   | d-akarki-o                 |
| guri                | d-i-gu                 | d-i-gu-zu           | d-izki-gu                | z-i-gu-n                  | d-akarki-gu                |
| haiei               | d-i-e                  | d-i-e-zu            | d-izki-e                 | z-i-e-n                   | d-akarki-e                 |

### Formes familières (hika)
(juillet 2023).
Le contenu est difficilement compréhensible vu les erreurs de traduction, qui sont peut-être dues à l'utilisation d'un logiciel de traduction automatique.
En basque familier, une relation informelle et une solidarité sociale entre le locuteur et un seul interlocuteur peuvent être exprimées en employant un mode de parole spécial souvent appelé en basque soit hika ou hitano (tous deux dérivés de hi, le pronom informel de la deuxième personne). Ce phénomène peut aussi être appelé noka et toka respectivement pour les interlocuteurs féminins et masculins. Les caractéristiques grammaticales de ce mode sont :
- Le pronom personnel hi est utilisé (plutôt que le pronom poli à la deuxième personne du singulier zu).
- Toutes les formes verbales finies qui indexent un argument à la deuxième personne prennent (comme on pourrait s'y attendre) le hi correspondant, par exemple haiz "tu es" (plutôt que zara), dun ou duk "vous l'avez" (plutôt que duzu), etc. :

| Signification             | Poli    | Familier | Familier |
| Signification             | Poli    | féminin  | masculin |
| ------------------------- | ------- | -------- | -------- |
| tu es                     | zara    | haiz     | haiz     |
| vous étiez                | zinen   | hintzen  | hintzen  |
| tu viens                  | zatoz   | hator    | hator    |
| tu l'as                   | duzu    | dun      | duk      |
| tu les as                 | dituzu  | ditun    | dituk    |
| vous l'aviez              | zenuen  | huen     | huen     |
| tu le sais                | dakizu  | dakin    | dakik    |
| c'est à toi               | zaizu   | zain     | zaik     |
| il/elle l'a pour vous     | dizu    | din      | dik      |
| il/elle les a pour vous   | dizkizu | dizkin   | dizkik   |
| je l'ai pour toi          | dizut   | dinat    | diat     |
| il/elle l'avait pour vous | zizun   | zinan    | zian     |
| je l'avais pour toi       | nizun   | ninan    | nian     |

- Un affixe supplémentaire à la deuxième personne est obligatoire dans les clauses déclaratives indépendantes ayant des formes verbales finies qui n'indexent pas un véritable argument à la deuxième personne. C'est ce qu'on appelle la construction allocutive, et nous pouvons appeler ces indices à la deuxième personne qui ne font pas référence à un argument syntaxique du verbe des "indices allocutifs".

Les suffixes allocutifs sont de forme identique aux suffixes ergatifs et datifs.
| PERSONNE                      | SUFFIXE  | SUFFIXE     |
| PERSONNE                      | (final)  | (non final) |
| ----------------------------- | -------- | ----------- |
| 2 masculin informel singulier | -k       | -a-         |
| 2 féminin informel singulier  | -n (-na) | -na-        |

Les suffixes allocutifs suivent les suffixes datifs, le potentiel -ke- et la troisième personne ergative du pluriel -te-, et précèdent les autres suffixes ergatifs (sauf pour les formes synthétiques du verbe esan avec objet pluriel). Selon le verbe, il peut également y avoir d'autres changements.
Les formes allocutives du verbe "être" (izan) sans argument au datif utilisent la racine -(it)u-. Elles sont identiques aux formes du verbe "avoir", sauf à la troisième personne aux temps non présents :
| Signification  | Poli       | Familier | Familier | Signifie aussi ... | Remarques                    |
| Signification  | Poli       | féminin  | masculin | Signifie aussi ... | Remarques                    |
| -------------- | ---------- | -------- | -------- | ------------------ | ---------------------------- |
| il/elle est    | da         | dun      | duk      | tu l'as            |                              |
| il/elle était  | zen        | zunan    | zuan     |                    | cf. huen "tu l'as eu(e)"     |
| il/elle serait | litzateke  | luken    | lukek    |                    | cf. huke "tu l'aurais eu(e)" |
| je suis        | naiz       | naun     | nauk     | tu m'as            |                              |
| j'étais        | nintzen    | nindunan | ninduan  | tu m'avais         |                              |
| je serais      | nintzateke | ninduken | nindukek | tu m'aurais        |                              |
| nous sommes    | gara       | gaitun   | gaituk   | tu nous as         |                              |
| ils/elles sont | dira       | ditun    | dituk    | tu les as          |                              |

Dans les formes allocutives du verbe "avoir" (izan) sans argument datif, le -u- de la racine se transforme en -i- (donc la racine devient -(it)i). Certaines formes sont identiques aux formes du verbe "avoir" avec argument datif.
| Signification         | Poli      | Familier    | Familier   | Signifie aussi...       | Remarques                                                    |
| Signification         | Poli      | féminin     | masculin   | Signifie aussi...       | Remarques                                                    |
| --------------------- | --------- | ----------- | ---------- | ----------------------- | ------------------------------------------------------------ |
| il/elle l'a           | du        | din         | dik        | il/elle vous en a       |                                                              |
| je l'ai               | dut       | dinat       | diat       | je l'ai pour toi        |                                                              |
| nous l'avons          | dugu      | dinagu      | diagu      | nous l'avons pour vous  |                                                              |
| ils/elles l'ont       | dute      | diten       | ditek      |                         | et pas *di(n)ate                                             |
| il/elle les a         | ditu      | ditun       | dituk      | il/elle te les a        |                                                              |
| je les ai             | ditut     | ditinat     | ditiat     |                         | cf. dizki(n)at "Je les ai pour toi"                          |
| il/elle l'a eu        | zuen      | zinan       | zian       | il/elle l'a eu pour toi |                                                              |
| je l'avais            | nuen      | ninan       | nian       | je l'avais pour toi     |                                                              |
| il/elle m'a           | nau       | nain        | naik       |                         |                                                              |
| ils/elles nous ont eu | gintuzten | gintiztenan | gintiztean |                         | et pas *ginti(n)aten ou quelque chose comme *gindizki(n)aten |

Dans toutes les autres formes verbales, la procédure est la suivante : parfois (il y a une variation dialectale considérable sur ce point), le préfixe primaire du présent à la troisième personne d- se transforme en z- et/ou le formant radical du présent -a- change en -ia- ou -e- dans les formes allocutives.
En basque standard, d- se transforme en z- dans les auxiliaires aoristes transitifs (*ezan) et tous les verbes non auxiliaires. Le format du présent peut ou non changer en -e-. Si le suffixe allocutif suit immédiatement le radical du verbe se terminant par une consonne, une voyelle est insérée (-a- après -z- du pluriel, sinon -e-).
Dans les formes synthétiques du verbe esan à objet pluriel, le suffixe allocutif se place après le pluriel -z- (qui, par exception, se place après un suffixe ergatif). Dans les formes singulières de ce verbe, le suffixe allocutif est placé avant le suffixe ergatif comme d'habitude.
| Signification             | Poli         | Familier           | Familier           | Remarques                      |
| Signification             | Poli         | féminin            | masculin           | Remarques                      |
| il/elle vient             | dator        | zatorren, zetorren | zatorrek, zetorrek |                                |
| je viens                  | nator        | natorren           | natorrek           |                                |
| nous venons               | gatoz        | gatozan            | gatozak            |                                |
| ------------------------- | ------------ | ------------------ | ------------------ | ------------------------------ |
| il/elle sait              | daki         | zakin, zekin       | zakik, zekik       | dakin/k "tu sais"              |
| je sais cela              | dakit        | zakinat, zekinat   | zakiat, zekiat     |                                |
| il/elle m'apporte         | nakar        | nakarren           | nakarrek           | nakarna/k "tu m'amènes"        |
| je peux être              | izan naiteke | izan naiteken      | izan naitekek      | et non nazaken/k               |
| je peux le voir           | ikus dezaket | ikus zezakenat     | ikus zezakeat      |                                |
| je dis ça                 | diodaz       | ziodazan           | ziodazak           |                                |
| je le dis                 | diot         | zionat             | zioat              |                                |
| il/elle est pour lui/elle | zaio         | zaion              | zaiok              |                                |
| il/elle est pour moi      | zait         | zaidan             | zaidak             |                                |
| il/elle l'a pour lui/elle | dio          | zion               | ziok               | dion/k "tu l'as pour lui/elle" |
| il/elle l'a pour moi      | dit          | zidan              | zidak              | didan/k "tu l'as pour moi"     |

Les dialectes basques orientaux étendent le système allocutif à la forme d'adresse la plus polie, zu (connu sous le nom de zuka ou zutano), ou la variante affectueuse xu. Les règles sont similaires. Ces dialectes ont trois niveaux d'adresse :
- hi allocutif (avec une distinction féminin/masculin) est le plus intime
- zu allocutif ou xu est poli mais amical
- l'absence de constructions allocutives est la forme la plus neutre ou formelle

Mais la plupart des dialectes n'ont pas le niveau intermédiaire.
L'utilisation des formes du hika diminuent dans l'usages, elles sont perçues comme plus directes et proches, mais aussi rurales et impolies. Même parmi ceux qui les utilisent, les formes masculines sont plus fréquemment utilisées que les féminines, utilisant parfois même des formes masculines pour les femmes. Une explication est que, pendant l'exode rural des paysans basques, les hommes travaillent dans une usine avec des personnes de leur même ville et sont donc plus enclins à parler familièrement entre eux, tandis que les femmes devenaient des bonnes, des commises de magasin ou des serveuses, dans des contextes où le basque informel serait jugé inadapté.

## Conjugaison périphrastique

### Formes composées
Les formes de temps composé consistent en une forme verbale non finie (le radical du temps composé) et une forme auxiliaire finie. Nous allons commencer par regarder les radicaux non finis. Chaque verbe en a quatre : le parfait, le futur, l'imparfait et le radical court. Le radical parfait est identique au participe (voir ci-dessus). Le radical futur est obtenu à partir du participe en ajoutant -ko (-go après n). La racine imparfaite est le nom verbal (voir ci-dessus) plus le suffixe -n. La forme du radical court a été discutée ci-dessus.
| Radical parfait | Radical futur | Radical imparfait | Radical court | Signification        |
| --------------- | ------------- | ----------------- | ------------- | -------------------- |
| hartu           | hartuko       | hartzen           | har           | prendre              |
| garbitu         | garbituko     | garbitzen         | garbi         | faire le ménage      |
| kendu           | kenduko       | kentzen           | ken           | emporter, retirer    |
| poztu           | poztuko       | pozten            | poz           | être/devenir heureux |
| ibili           | ibiliko       | ibiltzen          | ibil          | faire le tour        |
| ikusi           | ikusiko       | ikusten           | ikus          | voir                 |
| iritsi          | iritsiko      | iristen           | irits         | arriver              |
| ireki           | irekiko       | irekitzen         | ireki         | ouvrir               |
| bete            | beteko        | betetzen          | bete          | remplir              |
| jo              | joko          | jotzen            | jo            | frapper              |
| hil             | hilko         | hiltzen           | hil           | mourir, tuer         |
| egin            | egingo        | egiten            | egin          | faire                |
| eman            | emango        | ematen            | eman          | donner               |
| esan            | esango        | esaten            | esan          | dire                 |

### Auxiliaires de temps composés
En combinant les quatre radicaux de temps composés avec divers auxiliaires, on obtient quatre groupes de temps composés, parfois appelés dans la grammaire basque "aspects", que nous appellerons respectivement imparfait, parfait, futur et aoriste (= "sans aspect").
Le choix de l'auxiliaire dépend de "l'aspect" et aussi du fait que le verbe est intransitif ou transitif. À part à l'aoriste, l'auxiliaire des intransitifs est le verbe « être », tandis que celui des transitifs est le verbe « avoir ». Dans l'aoriste, une paire différente d'auxiliaires est utilisée, une pour les intransitifs et une autre pour les transitifs. Étant donné qu'aucun de ces derniers n'est utilisé autrement que comme auxiliaire, et qu'aucun n'a de participe (ou d'autre forme non finie) pour fournir une forme de citation pratique, nous les appellerons simplement les auxiliaires aoristes (intransitifs et transitifs).
Les auxiliaires adoptent tous les indices d'arguments (pour le sujet, l'objet direct et/ou l'objet indirect selon le cas, ainsi que l'allocutif le cas échéant) qui correspondent au verbe dans sa proposition.
| ASPECT    | Temps       | Intransitif                    | Transitif                    |
| --------- | ----------- | ------------------------------ | ---------------------------- |
| Imparfait | IMPARFAIT + | être                           | avoir                        |
| Parfait   | PARFAIT +   | être                           | avoir                        |
| Futur     | FUTUR +     | être                           | avoir                        |
| Aoriste   | COURT +     | Auxiliaire aoriste intransitif | Auxiliaire aoriste transitif |

Les mêmes auxiliaires peuvent être utilisés dans une grande variété de temps, pas seulement au présent. Les deux tableaux suivants présentent de manière synoptique les combinaisons auxiliaires/temps possibles pour les auxiliaires intransitifs et transitifs respectivement.
|              | auxiliaire "être" | auxiliaire "être"         | Auxiliaire aoriste   | Auxiliaire aoriste | Auxiliaire aoriste |
|              | Non potentiel     | Potentiel                 | Non potentiel        | Potentiel          | Impératif          |
| ------------ | ----------------- | ------------------------- | -------------------- | ------------------ | ------------------ |
| Présent      | naiz              | naizateke (littéraire)    | nadi-n               | naiteke            | hadi               |
| Passé        | nintzen           | nintzatekeen (littéraire) | nendi-n              | nintekeen          |                    |
| Hypothétique | banintz           | nintzateke                | banendi (littéraire) | ninteke            |                    |

|              | Auxiliaire "avoir" | Auxiliaire "avoir"  | Auxiliaire aoriste  | Auxiliaire aoriste | Auxiliaire aoriste |
|              | Non potentiel      | Potentiel           | Non potentiel       | Potentiel          | Impératif          |
| ------------ | ------------------ | ------------------- | ------------------- | ------------------ | ------------------ |
| Présent      | dut                | duket (littéraire)  | dezada-n            | dezaket            | ezak               |
| Passé        | nuen               | nukeen (littéraire) | neza-n              | nezakeen           |                    |
| Hypothétique | banu               | nuke                | baneza (littéraire) | nezake             |                    |

### Temps simples et composés
En considérant les temps simples et composés comme faisant partie d'une seule liste, on peut mieux voir comment l'ensemble du système s'emboîte et comparer les temps les uns avec les autres.
| Tense               | Forme                                                    | Exemples | Observations |
| ------------------- | -------------------------------------------------------- | --- | --- |
| Présent simple      | PRÉSENT SYNTHÉTIQUE                                      | - naiz "je suis" - nator "je suis en train de venir" - daukat "j'ai"/"je l'ai" - dakit 'je sais'                                          | Seuls ces quelques verbes qui peuvent être combinés synthétiquement ont ce temps. Avec les verbes statifs (ex. izan "être" ou "avoir", egon, eduki, jakin...) exprime l'état actuel, par exemple da "est". Avec verbes dynamiques (ex. etorri, joan, ibili, ekarri, eraman...) exprime plus souvent l'action continue au moment de parler, par exemple. dator "il arrive", mais note aussi badator "si (X) venait", datorrenean "when (X) viendrait" etc.                                                   |
| Présent habituel    | RADICAL IMPARFAIT + présent de "être"/"avoir"            | - izaten naiz "Je suis (habituellement)" - etortzen naiz "je viens (habituellement)" - ikusten dut "je vois" - kantatzen dut "je chante"  | Avec des verbes dynamiques ou ayant une conjugaison synthétique, ce temps exprime généralement l'action habituelle dans le temps présent, par exemple kantatzen dut, etortzen naiz. Avec des verbes statifs sans un simple présent, ce temps exprime également un état présent, par exemple ikusten dut "je peux voir", ezagutzen dut "j'ai l'habitude de". Le sens habituel peut également être absent dans kantatzen badu "si vous chantez", etortzen denean "quand il vient" (= datorrenean), etc.       |
| Futur               | RADICAL FUTUR + présent de "être"/"avoir"                | - izango naiz "je serai" - etorriko naiz "je viendrai" - erosiko ditut "je les achèterai"                                                 | C'est le temps de base du futur pour tous les verbes. Il peut également transmettre des conjectures, ce qui est plus évident avec des verbes fixes quand il est clair qu'aucune référence future n'est exprimée, par exemple izango da pour "est probablement" : egia izango da "est probablement vrai". Dans des contextes autres que locutionnels, ce temps équivaut à la modalité anglaise "shall" ou "will", par exemple kantatouko dut? "puis-je chanter ?", lagunduko didazu? "pouvez-vous m'aider" ? |
| Passé simple        | PASSÉ SYNTHÉTIQUE                                        | - nintzen "j'étais" - neukan "j'avais"/"je l'avais" - nekien "je savais"                                                                  | Limité à des verbes qui peuvent être combinés synthétiquement, avec lesquels il exprime un état passé ou une action continue. |
| Passé habituel      | RADICAL IMPARFAIT + passé de "être"/"avoir"              | - izaten nintzen "j'avais l'habitude d'être" - etortzen nintzen "j'avais l'habitude de venir" - ikusten nuen "je voyais, je pouvais voir" | Avec verbes dynamiques et statifs à conjugaison synthétique, il exprime l'action habituelle dans le passé (etortzen nintzen, izaten nintzen). Avec verbes statifs, état passé (ikusten nuen). |
| Passé proche        | RADICAL PARFAIT + présente de "être"/"avoir"             | - etorri naiz "je suis venu" - ikusi dut "j'ai vu"                                                                                        | À l'origine, ce temps exprimait le parfait au présent, par exemple ikusi dut "j'ai vu (à un moment du passé)". Il est également utilisé comme un temps du passé parfait dans l'unité de temps considérée comme actuelle, généralement interprété comme le jour même : ikusi dut "j'ai vu" (sous-entendu : aujourd'hui). |
| Passé distant       | RADICAL PARFAIT + passé de "être"/"avoir"                | - etorri nintzen "j'étais venu" - ikusi nuen "j'avais vu"                                                                                 | À l'origine, ce temps exprimait un plus-que-parfait, c'est-à-dire le parfait dans un temps passé, par exemple ikusi nuen "j'avais vu". Également utilisé comme un passé parfait dans une unité de temps passée, qui doit être avant le jour de parler : ikusi nuen "j'ai vu" (sous-entendu : hier, il y a 3 ans...) |
| Futur antérieur     | RADICAL FUTUR + passé de "être"/"avoir"                  | - etorriko nintzen "je serais venu" - ikusiko nuen "j'aurais vu"                                                                          | (a) Action future dans le passé : Etorriko zela esan zuen "il a dit qu'il viendrait". b) Conséquence d'une hypothèse non remplie, par exemple Jakin izan balu, etorriko zen "s'il avait su, il serait venu". c) Conjecture de l'action passée, par exemple Gure aurretik etorriko zen "il serait probablement venu avant nous." |
| Hypothétique        | RADICAL FUTUR + hypothétique de "être"/"avoir"           | - etorriko banintz "si je venais" - ikusiko banu "si vous le voyez"                                                                       | Clauses hypothétiques. |
| Condition           | RADICAL FUTUR + potentiel hypothétique de "être"/"avoir" | - etorriko nintzateke "je viendrais" - ikusiko nuke "je verrais"                                                                          | Conséquence d'une hypothèse (explicite ou implicite). |
| Présent subjonctif  | RADICAL COURT + présent d'auxiliaire aoriste             | - etor nadin "je peux venir" - ikus dezadan "je peux voir"                                                                                | Clauses complémentaires et clauses de finalité. Employé surtout en registre littéraire. |
| Potentiel actuel    | RADICAL COURT + potentiel présent d'auxiliaire aoriste   | - etor naiteke 'je peux venir' - ikus dezaket 'je peux voir                                                                               | Possibilité ou compétence. |
| Impératif Simple    | IMPÉRATIF SYNTHÉTIQUE                                    | - zatoz! "Viens !" - emaidazu! "Donne-moi !"                                                                                              | Impératif. |
| Impératif composite | RADICAL COURT + impératif d'auxiliaire aoriste           | - etor zaitez! "Viens !" - egin ezazu "Fais-le !"                                                                                         | Impératif. |
| Impératif non fini  | RADICAL COURT (ou PARFAIT)                               | - etor(ri)! "Viens !" - eman! "Donne-lui !"                                                                                               | Impératif. |

### Des constructions plus périphrastiques
Certaines autres constructions qui expriment couramment une gamme de notions aspectuelles ou modales présentent un plus grand degré de périphrase que celles présentées précédemment dans l'article. Une brève sélection de certaines des plus importants d'entre elles est présentée dans le tableau suivant :
| Sens                                                | Former                                      | Exemples |
| --------------------------------------------------- | ------------------------------------------- | --- |
| Aspect progressif ("faire quelque chose")           | -tzen/-ten + ari DA                         | - ikasten ari naiz "j'apprends" - garbitzen ari ziren "ils nettoyaient"                                                     |
| Volition ("vouloir faire quelque chose")            | -tu/-i/-n (etc.) + nahi DU                  | - ikasi nahi dut "je veux apprendre" - joan nahi zuen "il voulait y aller" - ikusi nahi zaitut "je veux te voir"            |
| Nécessité / obligation ("doit faire quelque chose") | -tu/-i/-n (etc.) + behar DU                 | - joan behar dut "je dois y aller" - jan behar dituzu "vous devez les manger" - ikasi beharko dugu "nous devrons apprendre" |
| Capacité ("peut / peut faire quelque chose")        | -tu/-i/-n (etc.) ou -tzen/-ten + ahal DA/DU | - ikasi/ikasten ahal dut "je peux apprendre" - etorri ahal izango zara "vous serez en mesure de venir"                      |

## Formes verbales non finies
Les verbes basques ont une gamme assez large de formes non finies. Morphologiquement, ceux-ci peuvent tous être dérivés par suffixation des trois formes non finies présentées au début de cet article : le participe, le nom verbal et le radical court. À part la racine courte (qui a un ensemble plutôt limité de fonctions), toutes les autres formes sont construites soit sur le participe, soit sur le nom verbal.

### Le participe et les formes dérivées
Le participe et certaines autres formes non finies qui en sont dérivées sont les suivantes. Pour éviter les répétitions, il ne sera pas fait mention de l'utilisation du participe comme radical parfait dans la formation des temps périphrastiques (voir ci-dessus).
| Former                                    | Par exemple                                                                          | Utiliser                                                                                            | Exemples |
| ----------------------------------------- | ------------------------------------------------------------------------------------ | --------------------------------------------------------------------------------------------------- | --- |
| Participe                                 | - etorri - edan - garbitu - ireki, etc. (voir ci-dessus)                             | adjectif verbal                                                                                     | - ate ireki bat "une porte ouverte" - ate irekiak "des portes ouvertes" - atea irekia dago "la porte est ouverte"                                                                                                |
| Participe                                 | - etorri - edan - garbitu - ireki, etc. (voir ci-dessus)                             | forme non finie non marquée (clauses de chaîne, complément modal, forme de citation...)             | - ura edan eta arda utziko dugu "nous boirons l'eau et arrêterons le vin" - mahaia garbitu behar dugu "nous devons nettoyer la tabkle - "venir" hitzak "etorri" esan nahi du "le mot "venir" veut dire "etorri"" |
| Participe                                 | - etorri - edan - garbitu - ireki, etc. (voir ci-dessus)                             | remplace généralement le radical court dans toutes les utilisations (familier en basque occidental) | |
| Participe + -(r)ik / Participe + -ta (da) | - egosirik / egosita - jakinik / jakinda - garbiturik / garbituta - beterik / beteta | participe adverbial statique                                                                        | hau jakinik/jakinda, ez non sinetsi "sachant cela, je ne l'ai pas cru" |
| Participe + -(r)ik / Participe + -ta (da) | - egosirik / egosita - jakinik / jakinda - garbiturik / garbituta - beterik / beteta | prédicat participatif                                                                               | haragaia eksirik/egosita dago "la viande est bouillie" |
| Participe + -tako (dako)                  | - ikusitako - egindako - hartutako - hildako                                         | adjectif (= relatif non fini)                                                                       | zuk ikusitako gizona itusa da "l'hmme que tu vois (= vu par toi) est aveugle" |
| Participe + -(e)z                         | - ikusiz - edanez - hartuz - ateraz                                                  | participe adverbial dynamique                                                                       | dirua hartuz, joan zen |

### Le nom verbal et les formes dérivées
Le nom verbal et certaines autres formes non finies qui en sont dérivées sont les suivantes. Encore une fois, pour éviter les répétitions, il ne sera pas fait mention de l'utilisation du -t(z)en comme radical imparfait dans la formation des temps périphrastiques (voir ci-dessus).
| Forme                    | Exemples                                           | Usage                              | Exemples |
| ------------------------ | -------------------------------------------------- | ---------------------------------- | --- |
| Nom verbal + déterminant | - ikaste(a) - edate(a) - oheratze(a) - irekitze(a) | nom verbal                         | - berandu oheratzea txarra da "c'est mal de se coucher tard" - euskara ikasteak askoo lagunduko dizu "apprendre le basque t'aidera beaucoup"           |
| Nom verbal + déterminant | - ikaste(a) - edate(a) - oheratze(a) - irekitze(a) | clause complémentaire              | - nire lagunak nik euskara ikastea nahi du "mes amis veulent que j'apprenne le basque" - ardoa edatea erabaki dugu "nous avons décidé de boire du vin" |
| Nom verbal + -ko         | - ikasteko - joateko - garbitzeko - irekitzeko     | but adverbial                      | liburu bat erosiko dut euskara ikasteko "j'ai acheté un livre pour apprendre le basque"                                                                |
| Nom verbal + -ko         | - ikasteko - joateko - garbitzeko - irekitzeko     | clause complémentaire              | irakasleak etxera joateko esan dit "le professeur m'a dit de retourner chez moi"                                                                       |
| Nom verbal + -ko         | - ikasteko - joateko - garbitzeko - irekitzeko     | adjectival                         | botilak irekitzeko tresna bat "un objet pour ouvrir les bouteilles (avec)"                                                                             |
| Nom verbal + -ra         | - ikastera - joatera - garbitzera - irekitzera     | complément des verbes de mouvement | hau esatera etorri naiz "je dois venir pour lui dire ça"                                                                                               |
| Nom verbal + -n          | - ikusten - joaten - garbitzen - irekitzen         | clause complémentaire              | leihoak irekitzen hasi zen "il a commencé à ouvrir la fenêtre"                                                                                         |
| Nom verbal + -an         | - ikustean - joatean - garbitzean - irekitzean     | clause de temps                    | zu ikustean gogoratu naiz "quand je t'ai vu, je me suis rappelé"                                                                                       |

## Verbes composés
Le basque a un assez grand nombre de verbes composés d'un type également connu sous le nom de constructions de verbes légers, constitués de deux parties. Le premier composant est un élément lexical qui est souvent (mais pas toujours) un nom non-décliné. Le second est un verbe commun qui apporte moins de contenu sémantique à la construction mais est la partie qui est conjuguée, prêtant ainsi à l'ensemble son caractère verbal. Les détails de la conjugaison dépendent du verbe léger utilisé, qui peut être celui qui a des formes finies synthétiques (par exemple izan), ou un verbe sans formes finies synthétiques (par exemple egin ou hartu).
| Verbe léger               | Exemples    | Signification       | Signification du premier élément |
| ------------------------- | ----------- | ------------------- | -------------------------------- |
| izan "être"               | bizi izan   | vivre               | vivant                           |
| izan "être"               | ari izan    | faire quelque chose |                                  |
| izan "avoir"              | maite izan  | aimer               | cher (affectueux)                |
| izan "avoir"              | uste izan   | croire, penser      | avis                             |
| izan "avoir"              | nahi izan   | vouloir             | désir                            |
| izan "avoir"              | behar izan  | avoir besoin        | nécessité                        |
| egin "faire", "fabriquer" | lan egin    | travailler          | travail                          |
| egin "faire", "fabriquer" | hitz egin   | parler              | mot                              |
| egin "faire", "fabriquer" | lo egin     | dormir              | dormir                           |
| egin "faire", "fabriquer" | amets egin  | rêver               | rêve                             |
| egin "faire", "fabriquer" | barre egin  | rire                | rire                             |
| egin "faire", "fabriquer" | negar egin  | pleurer             | larmes                           |
| egin "faire", "fabriquer" | dantza egin | danser              | danse                            |
| egin "faire", "fabriquer" | kosk egin   | mordre              | (onomatopée)                     |

Dans les constructions de verbe léger conjuguées synthétiquement telles que bizi naiz "je vis" ou maite dut "j'aime", il faut veiller à ne pas confondre le verbe léger (naiz, dut...) avec des auxiliaires tendus ; bizi naiz et maite dut sont des formes actuelles simples. Les verbes modaux nahi izan et behar izan sont aussi de ce genre. Aux temps périphrastiques des verbes composés avec izan, certaines contractions se produisent, par exemple dans le futur de bizi izan "vivre", où l'on s'attendrait à ce bizi izango naiz pour "je vivrai", biziko naiz est plus commun, avec -ko attaché directement sur le composant lexical bizi comme si c'était un verbe.
Verbes composés, en particulier ceux avec le verbe léger egin, offrent un moyen alternatif (en plus de la dérivation directe avec -tu, comme vu ci-dessus) pour incorporer de nouveaux verbes dans la langue, soit par l'incorporation d'onomatopées (kosk "mordre", oka "vomir", hurrup "aspirer", klik "cliquer"...) ou d'emprunts (dantza "danser", salto "sauter" etc.) comme composants lexicaux.

## Particules verbales
Un petit ensemble de particules modales, y compris al, ote et omen n'apparaissent qu'immédiatement avant les formes finies (c'est-à-dire devant une forme finie synthétique ou la partie synthétique d'un verbe auxiliaire).
| Particule | Fonction                        | Exemples                                                        |
| --------- | ------------------------------- | --------------------------------------------------------------- |
| al        | questions oui/non               | Etorriko al da? "Viendra-t-il ?"                                |
| ote       | questions "je me demande si..." | Etorriko ote da? "Je me demande s'il viendra."                  |
| omen      | ouï-dire                        | Etorriko omen da. "J'ai entendu dire/ils disent qu'il viendra." |

La seule exception est que ote et omen sont parfois utilisés isolément là où les points de suspension d'un verbe sont compris. Par exemple Egia ote? « je me demande si c'est vrai » est facilement reconnu par les locuteurs comme étant une ellipse d'Egia ote da? Ou si quelqu'un dit Badator "elle vient." et quelqu'un d'autre répond Omen! "il parait!", cela revient à dire que le premier énoncé devrait incorporer omen, c'est-à-dire Ba omen dator "il parait qu'elle arrive."
Un autre ensemble de particules préverbales consiste en la particule affirmative ba- (par convention moderne jointe à une forme verbale finie suivante) et le négateur ez . Celles-ci sont compatibles avec les particules modales qu'elles précèdent (ex. ba omen dator au paragraphe précédent ; ez al dakizu? « tu ne sais pas ? », etc.). À part cela, ils précèdent aussi immédiatement la forme verbale finie.
| Particule | Fonction            | Exemples                             |
| --------- | ------------------- | ------------------------------------ |
| ba        | emphase affirmative | Badator. "il arrive."                |
| ez        | négation            | Ez da etorriko. "il ne viendra pas." |

## Affixes subordonnés
Les formes de verbes citées tout au long de la présentation générale du système de verbes finis sont normalement celles qui apparaissent dans les propositions principales. (Cependant, certaines formes, telles que l'hypothétique sans potentiel, par exemple -litz, ou le subjonctif, par exemple etor dadi-, n'apparaissent jamais dans de telles formes de clause principale et celles-ci sont donc citées dans des formes subordonnées telles que balitz, etor dadin etc. )
Dans les propositions subordonnées, le verbe fini prend un affixe subordonnant, c'est-à-dire un suffixe ou un préfixe qui établit (dans une certaine mesure) le type de subordination. Fondamentalement, il existe quatre affixes de ce type, deux suffixes et deux préfixes, dont un seul d'entre eux se trouve dans chaque forme subordonnée.
| Subordonnateur | Former  | Les usages                                                        |
| -------------- | ------- | ----------------------------------------------------------------- |
| -(e)n          | suffixe | propositions relatives, questions indirectes, autres utilisations |
| -(e)la         | suffixe | déclarations indirectes, clauses circonstancielles                |
| ba-            | préfixe | conditions                                                        |
| bai(t)-        | préfixe | explications                                                      |

Les deux suffixes, cependant, peuvent prendre d'autres suffixes (principalement des suffixes de déclinaison nominale) qui servent à préciser davantage le type de subordination. Le tableau suivant donne un bref aperçu de certaines des principales utilisations et formes.
|                             | Affixe    | Fonction                                          | Exemples |
| --------------------------- | --------- | ------------------------------------------------- | --- |
| Suffixé aux formes finies : | -(e)n     | question indirecte                                | Ez dakit ni den. "Je ne sais pas qui il/elle est." (Cf. Nor da? "Qui est-il/elle ?")                                                                                   |
| Suffixé aux formes finies : | -(e)n     | clause relative                                   | Hor dabilen gizona nire aita da. "L'homme qui marche là-bas est mon père." (Cf. Hor dabil gizona. "L'homme marche là.")                                                |
| Suffixé aux formes finies : | -(e)n     | complément ou clause d'objet (avec subjonctif)    | - Nahiago dut etor dadin. "Je préfère qu'il vienne." (= qu'il puisse venir) - Gutun hau idatzi dut irakur dezazun. "J'ai écrit cette lettre pour que vous la lisiez."  |
| Suffixé aux formes finies : | -(e)n     | facultatif à la première personne                 | Edan dezagun ! "Laisse-nous boire !" |
| Suffixé aux formes finies : | -(e)nik   | clause de complément de négation-polarité         | Ez dut esan etorriko denik. "Je n'ai pas dit qu'il va venir." |
| Suffixé aux formes finies : | -(e)nean  | clause temporelle (quand)                         | Etortzen denean esango diot. "Quand elle viendra, je lui dirai." |
| Suffixé aux formes finies : | -(e)nez   | manière (comme)                                   | - Lehen esan dudanez, bihar etorriko da. "Comme je l'ai déjà dit, il viendra demain." - Nik dakidanez, hori ez da egia. "Pour autant que je sache, ce n'est pas vrai." |
| Suffixé aux formes finies : | -(e)la    | déclaration indirecte                             | Uste dut etorriko dela . "Je pense qu'elle viendra." |
| Suffixé aux formes finies : | -(e)la    | clause de circonstance                            | Kaletik zetorrela hauxe kantatu zuen. "Comme elle est venue (en marchant) le long de la rue, c'est ce qu'elle a chanté."                                               |
| Suffixé aux formes finies : | -(e)la    | proposition de complément (avec subjonctif)       | Hona etor dadila esango diot. "Je lui dirai de venir ici." |
| Suffixé aux formes finies : | -(e)la    | facultatif à la troisième personne                | Berak jan dezala ! "Qu'il le mange !" |
| Suffixé aux formes finies : | -(e)larik | clause de temps/circonstances (tandis que, quand) | Ondo pasako duzu euskara ikasten ari zarelarik . "Vous passerez un bon moment pendant/quand vous apprendrez le basque."                                                |
| Suffixé aux formes finies : | -(e)lako  | clause de raison (parce que)                      | Zuk deitu didazulako etorri naiz. "Je suis venu parce que vous m'avez appelé."                                                                                         |
| Préfixé aux formes finies : | ba-       | clause conditionnelle                             | Euskara ikasten baduzu, euskaldunak ulertuko dituzu. "Si vous apprenez la langue basque, vous comprendrez les Basques."                                                |
| Préfixé aux formes finies : | bai(t)-   | clause explicative ou de motif                    | Ez baituzu euskara ikasi, ez dituzu euskaldunak ulertzen. "Puisque vous n'avez pas appris le basque, vous ne comprenez pas les basques."                               |